# Jean-Marie Balestre
Jean-Marie Balestre, född 9 april 1921 i Saint-Rémy-de-Provence, död 27 mars 2008 i Saint-Cloud,  var en fransk journalist  och författare. Han var ordförande för det internationella bilsportsförbundet Fédération Internationale de l'Automobile (FIA) mellan 1986 och 1993.
Balestre var en av grundarna av det franska motorsportförbundet Federation Francaise du Sport Automobile och 1973 blev han förbundets ordförande. 1978 valdes Balestre till ordförande för FIA:s idrottskommission Fédération Internationale du Sport Automobile (FISA), som arrangerade FIA:s tävlingar och mästerskap. 
Under Balestres ordförandeskap hamnade FISA i konflikt med formel 1-stallens intresseförening Formula One Constructors Association (FOCA) under ledning av Brabham-ägaren Bernie Ecclestone, gällande formel 1:s kommersiella intäkter, såsom TV-rättigheter.  Striden löstes genom Concordeavtalet, som överförde kontrollen över de kommersiella intressena till FOCA medan FISA fortsatte arrangera tävlingarna.
1986 valdes Balestre till ordförande även för FIA. 1991 övertogs ordförandeposten för FISA av Balestres motkandidat, Bernie Ecclestones gode vän Max Mosley. Två år senare ersatte Mosley Balestre även som FIA-ordförande.